# Мајкл Рајс
Мајкл Рајс (енгл. Michael Rice; Хартлпул, 25. октобар 1997) британски је поп певач. Музичкој јавности у Британији постао је познат током 2014. као један од учесника једанаесте сезоне британске верзије Икс фактора, а потом и као победник музичког ријалитија All Together Now 2018. у организацији Би-Би-Сија.
У јануару 2019. победио је на британском изборном такмичењу за Песму Евровизије Eurovision: You Decide са песмом Bigger than Us, поставши тако 62. представником Уједињеног Краљевства на Песми Евровизије 2019. у Тел Авиву. Песму „Bigger than Us” су написали Лаурел Баркер, Ана-Клара Фолин, Џон Лундвик (представник Шведске на Песми Евровизије 2019) и Јонас Тандер. Рајс је ушао директно у финале Песме Евровизије у којем је био последње место (двадесет шести) са 11 освојених бодова.

## Дискографија
Синглови
- (2019)